# NGC 7539
NGC 7539 ist eine Linsenförmige Galaxie vom Hubble-Typ S0 im Sternbild Pegasus am Nordsternhimmel. Sie ist schätzungsweise 279 Millionen Lichtjahre von der Milchstraße entfernt und hat einen Durchmesser von etwa 120.000 Lichtjahren.
Im selben Himmelsareal befindet sich u. a. die Galaxie NGC 7568.
Das Objekt wurde am 17. August 1828 von John Herschel entdeckt.